# Nevada Northern Railway Museum

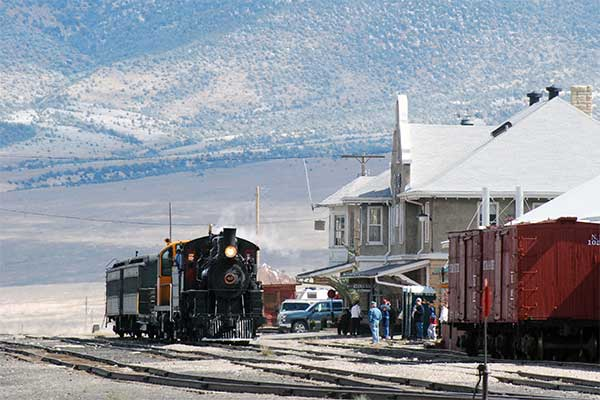
Dampfzug im Bahnhof East Ely

Das Nevada Northern Railway Museum ist ein Eisenbahnmuseum im Norden Nevadas in Ely. Das Museum besteht aus dem von der White Pine Historical Railroad Foundation betriebenen Museumsbahnbetrieb sowie dem Bahnhofsgelände in East Ely. Das Bahnhofsgelände ist ein National Historic Landmark.

## Museum
Anfang der 1980er Jahre wurde bekannt, dass der Bergbaubetrieb Kennecott Copper den Betrieb der Nevada Northern Railway einstellen würde. Angeregt durch die bisher schon durchgeführten Touristenzüge, wünschte man eine Fortführung dieses Verkehrs. Das Bergbauunternehmen hatte jedoch kein Interesse daran, stimmte aber der Übereignung der Northern Nevada Railway an einen entsprechenden Betreiber zu. So erhielt 1987 die neu gegründete Non-Profit-Organisation White Pine Historical Railroad Foundation das Betriebsvermögen (Strecke, Gebäude, Betriebsunterlagen) im Wert von 7,2 Millionen Dollar geschenkt. Der Verein hatte jedoch zu diesem Zeitpunkt keinerlei Einnahmen, um die Unterhaltung zu gewährleisten. Größere Unternehmen, die eine finanzielle Unterstützung hätten gewähren können, befanden sich nach dem Weggang des Bergbaubetriebes auch nicht mehr in der Region.
In den folgenden Jahren begannen Freiwillige mit der Restaurierung von Personenwagen und der Lokomotive Nr. 40 und nahmen 1990 den Museumsbetrieb auf. Im Tausch gegen das Gebäude des Bahnhof Cherry Creek an das White Pine Public Museum erwarb man die beiden Dampflokomotiven Nr. 81 und Nr. 93. Auch zwei frühere Diesellokomotiven von ALCo konnten erworben werden. Die jährlich rund 6000 Besucher reichten jedoch nicht aus, um den Betrieb dauerhaft sicherzustellen. Der Versuch die Bahn als Staatspark zu widmen misslang. Jedoch übernahm die Nevada Division of Museums and History 1990 das Bahnhofsgebäude und den Güterschuppen von East Ely und richtete darin nach einer Renovierung 1992 mit dem „East Ely Railroad Depot Museum“ eine Außenstelle des Nevada State Railroad Museums ein. Das Gebäude im Missions-Stil war 1907 errichtet worden und ist weitgehend original erhalten. Im Museum werden die gesamten Betriebsunterlagen der früheren Nevada Northern aufbewahrt. Durch diese Maßnahme wurde die Museumsbahn von den Unterhaltungskosten für diese Gebäude befreit.
Durch einen Unfall 1995 mit einem außer Kontrolle geratenen Güterwagen und der Lok 93 wurde diese so schwer beschädigt, dass eine schnelle Wiederinbetriebnahme nicht möglich war. Der Bahnbetrieb musste infolgedessen in diesem Jahr eingestellt werden.
In der Folgezeit wurde der Bahnbetrieb weiter eingeschränkt. Allein die Gebühren der Northern Nevada Railroad und der BHP Nevada Railroad für die Benutzung der Strecke der Museumsbahn ermöglichte die Aufrechterhaltung des Betriebes.
So war die Museumsbahn 2002 mit 49 durchgeführten Fahrten nicht mehr in der Lage, einen geordneten regelmäßigen Betrieb sicherzustellen. Deshalb wurde der Unternehmer Mark Bassett zum Geschäftsführer bestimmt. Um genügend Einnahmen zu erzielen, setzte er einen Fahrplan mit einem Zugbetrieb an vier Tagen die Woche fest. So konnten 698 Fahrten im Jahr 2006 geplant und durchgeführt werden. Das Angebot umfasst dabei nicht nur normale Museumszugfahrten, sondern auch Fahrten mit einem Begleitprogramm zu bestimmten Anlässen, wie Halloween. Die Fahrgastzahlen stiegen auf 14.000 an. Um das Angebot des Museums auszuweiten, wurden die Lokbehandlungsanlagen für Besucher zugänglich gemacht. Bei speziellen Führungen kann man die Schmiede und die Reparaturwerkstätten besichtigen und in Aktion erleben.
Bereits 1984 wurde das Bahnhofsgebäude von East Ely in das National Register of Historic Places aufgenommen. Da das gesamte Bahnhofsgelände den Zustand während der Dampflokära weitgehend unverändert abbildet, steht seit 1993 auch dieses als „Nevada Northern Railway East Ely Yards and Shops“ in der Denkmalliste. Am 20. September 2006 wurde es in die Liste der National Historic Landmarks aufgenommen.

## Streckennetz
Das Northern Nevada Railway Museum betreibt die Strecke der Northern Nevada zwischen Keystone bei Ruth über East Ely nach McGill über McGill Junction und nach Adverse bei McGill.

## Fahrzeugpark
Im Bestand des Museums befinden sich drei Dampflokomotiven. Die Lokomotive Nr. 40 (Achsfolge 2'C) 1910 bei Baldwin gebaut und die Nr. 93 (1'D) 1909 bei ALCo gebaut sind betriebsfähig. Die nicht betriebsfähige 1'D-Lokomotive Nr. 81 wurde 1917 bei Baldwin hergestellt.
Von den neun Diesellokomotiven sind vier betriebsfähig. Diese sind eine ALCO RS-2, eine ALCO RS-3, eine EMD SD9 und ein GE 25-ton switcher. Die nicht betriebsfähigen Lokomotiven sind eine Baldwin VO-1000, eine BLH S-12, eine ALCO RS-3 und zwei ALCO MRS-1.
Von der früheren Minengesellschaft Kennecott Copper übernahm man zwei Elektrolokomotiven von General Electric.
Die sieben Personenwagen aus den Jahren 1886 bis 1928 sind in unterschiedlichem Erhaltungszustand. Zwei Wagen werden derzeit restauriert.
Das Museum besitzt außerdem einen betriebsfähigen dampfbetriebenen Schienendrehkran, der auch zu besonderen Foto-Shootings eingesetzt wird sowie einen Rotary-Schneefräse aus dem Jahr 1907.